# Polykrates (Tyrann von Samos)
Polykrates (altgriechisch Πολυκράτης Polykrátēs) war ein antiker griechischer Tyrann, der von ca. 538 bis 522 v. Chr. auf der griechischen Insel Samos herrschte. 

## Frühes Leben und Herrschaftsübernahme
Polykrates wurde wohl um 570 v. Chr. geboren und entstammte einer aristokratischen, samischen Familie. Aufgrund einer Inschrift wird zuweilen gemutmaßt, dass sein Vater Aiakes ebenfalls Tyrann von Samos gewesen sein könnte, was allerdings unwahrscheinlich ist.
Über das Leben, das Polykrates vor der Machtübernahme auf Samos führte, ist nur die bei Athenaios überlieferte Anekdote bekannt, dass er bei feierlichen Anlässen kostbare Decken bzw. Speiseliegen und Becher an Mitbürger verlieh, woraus sich ableiten lässt, dass Polykrates schon vor seiner Zeit als Tyrann wohlhabend war und „einem luxuriösen Lebensstil gefrönt“ hat.
Die Macht auf Samos übernahm Polykrates durch einen bewaffneten Überfall während eines religiösen Festes zu Ehren Heras, bei dem Polykrates und seine Brüder Pantagnotos und Syloson mit Unterstützung von Lygdamis, dem Tyrann von Naxos, die unbewaffneten Teilnehmer festsetzten, einige töteten und auch die Akropolis besetzten. Vermutlich geschah das im Jahr 538 v. Chr. Da Lygdamis etabliert sein musste, um auswärts Hilfestellung zu leisten, muss eine gewisse Zeit seit seinem Herrschaftsantritt, der wiederum mit Hilfe des seit 546 v. Chr. alleine herrschenden Peisistratos erfolgt war, vergangen gewesen sein. Weitere Indizien sind Eusebius, chronicon 189 und Thukydides 1,13,6, wovon ersterer Polykrates’ Tyrannis 532 v. Chr. beginnen lässt und letzterer eine grobe zeitliche Übereinstimmung mit Kambyses II. nahelegt. Eine Liste von Thalassokratien von Diodor, bei Eusebius, chronicon 106, überliefert, stellt eine samische Seeherrschaft von 538 bis 522 v. Chr. fest, was wahrscheinlich eben mit Polykrates’ Herrschaft übereinstimmt. Zunächst herrschten die drei Brüder gemeinsam über Samos, doch Polykrates entledigte sich seiner Mitherrscher, indem er Pantagnotos ermordete und Syloson ins Exil trieb. Von nun an, vermutlich ab etwa 532 v. Chr., herrschte er allein.
Für die drei großen samischen Bauten – der Tunnel des Eupalinos, das Heraion und der Hafen –, die Herodot als Rechtfertigung für seinen samischen Exkurs anführt und die Aristoteles wohl mit den „polykrateischen Bauwerken“ gemeint haben dürfte, dürfte Polykrates nicht bzw. nur zum Teil verantwortlich gewesen sein. Der Tunnel wurde wohl früher begonnen, während ein nie fertig gestellter Neubau des Heraion von Polykrates in Auftrag gegeben sein könnte. Der Hafen ist indes nicht eindeutig zuzuordnen. Für sich selbst soll Polykrates einen Palast gebaut haben, der noch lange später von Caligula bewundert worden sein soll.
Polykrates schaffte es offenbar, durch Piraterie einen gewissen Reichtum anzuhäufen und damit berühmte Persönlichkeiten an seinen Hof zu locken. Zeitweise wirkten die Dichter Ibykos und Anakreon an seinem Hof und rühmten den Tyrannen; dem berühmten Arzt Demokedes soll Polykrates ein Gehalt von jährlich zwei Talenten gezahlt haben. Der Reichtum des Tyrannen war geradezu sprichwörtlich und wurde später Thema moralisierender, von Tyrannentopik beeinflusster Berichte, die allerdings nicht wörtlich zu nehmen oder als historische Fakten anzusehen sind. Gegner der Tyrannis und potentiell konkurrierende Aristokraten wie Pythagoras verließen indes die Insel.

## Außenpolitik und Tod
Nach außen hin betätigte sich Polykrates in erster Linie mittels einer gut ausgestatteten Flotte, deren Schiffe, modifizierte Fünfzigruderer, schnell und geräumig waren und Samainai genannt wurden, als Händler und Pirat. Herodot nennt ihn den ersten Griechen, der nach der Seeherrschaft strebte, und erwähnt Siege über Lesbos und Milet. Thukydides zufolge unterwarf Polykrates eine Reihe von Inseln. Die Macht des Polykrates wurde jedoch eingeschränkt, als er dem Perserkönig Kambyses II. Schiffe, die er mit inneren Gegnern bemannte, als Unterstützung für dessen Ägypten-Invasion schickte und Kambyses dabei ausrichten ließ, er solle die Samier nicht mehr nach Hause zurückschicken. Diese kehrten jedoch um, besiegten eine Flotte des Polykrates und landeten auf Samos, wo sie aber zurückgeschlagen wurden. Um Polykrates zu vertreiben, baten sie dann die Spartaner um Hilfe. Herodot zufolge sagten diese zu und auch Korinther schlossen sich dem neuerlichen Angriff an, der aber ebenfalls fehlschlug, so dass Polykrates sich als Tyrann von Samos halten konnte.
Unklar ist, wie Polykrates zum Perserreich stand, das zu seiner Zeit die Vormachtstellung in der Region erlangte. Zunächst war er wohl mit dem ägyptischen König Amasis verbündet. Herodot lässt dieses Bündnis mit der von späteren antiken Autoren oft aufgegriffenen Ringgeschichte enden: Amasis warnt den Griechen hier, dass zu viel Glück den Neid der Götter errege und er sich von seinem größten Schatz trennen solle. Polykrates wirft daraufhin einen wertvollen Ring ins Meer, bekommt ihn jedoch wider Willen zurück. Der entsetzte Amasis erkennt darin ein Zeichen der Götter und beendet das Bündnis. Diese Anekdote ist eindeutig nicht historisch und stammt von Herodot. Wann das Bündnis von wem gebrochen wurde, ist somit unklar; zudem besteht die Möglichkeit, dass Polykrates bis nach Amasis’ Tod wartete, um sich den militärisch überlegenen Persern anzuschließen, die nun begannen, im Mittelmeerraum Präsenz zu zeigen. Möglich ist aber auch, dass Polykrates schon zuvor im Auftrag des Kambyses tätig war und für den Perserkönig den aufsässigen persischen Statthalter Oroites in Schach hielt.
522 v. Chr. hatte Polykrates jedenfalls mit finanziellen Problemen zu kämpfen, was wahrscheinlich eine Folge der Niederlage gegen die Aufständischen, der Angriffe auf Samos und der aus der Schwächung der Flotte resultierenden nachlassenden Einnahmen aus der Piraterie war. Als Oroites, der sich angeblich von Kambyses bedroht fühlte, ihm ein Bündnis und einen Teil seines Vermögens anbot, schickte Polykrates zunächst seinen Sekretär Maiandrios, um den angeblichen Schatz zu überprüfen. Maiandrios ließ sich von Oroites entweder überlisten oder bestechen, so dass Polykrates zu einem Treffen mit Oroites fuhr. Nachdem der Satrap ihn dann, wie Herodot schreibt, „eines Todes hatte sterben lassen, den ich nicht erzählen mag, hängte er ihn ans Kreuz.“ Herodot, der sich zeitweise auf Samos aufhielt und Polykrates durchaus wohlwollend darstellt, hielt diesen Tod für seiner unwürdig.

## Rezeption
Friedrich Schiller behandelt ihn in der berühmten Ballade Der Ring des Polykrates im Scheitelpunkt seiner Erfolge. Die Vorlage dafür bot die Passage im III. Buch der Historien des Herodot. Schillers Ballade machte Polykrates im deutschen Sprachraum bekannt und sorgte noch für einige weitere, allerdings weniger bekannte Bearbeitungen des Stoffs, unter anderem von Wilhelm Schnitter.